# 海上交通センター

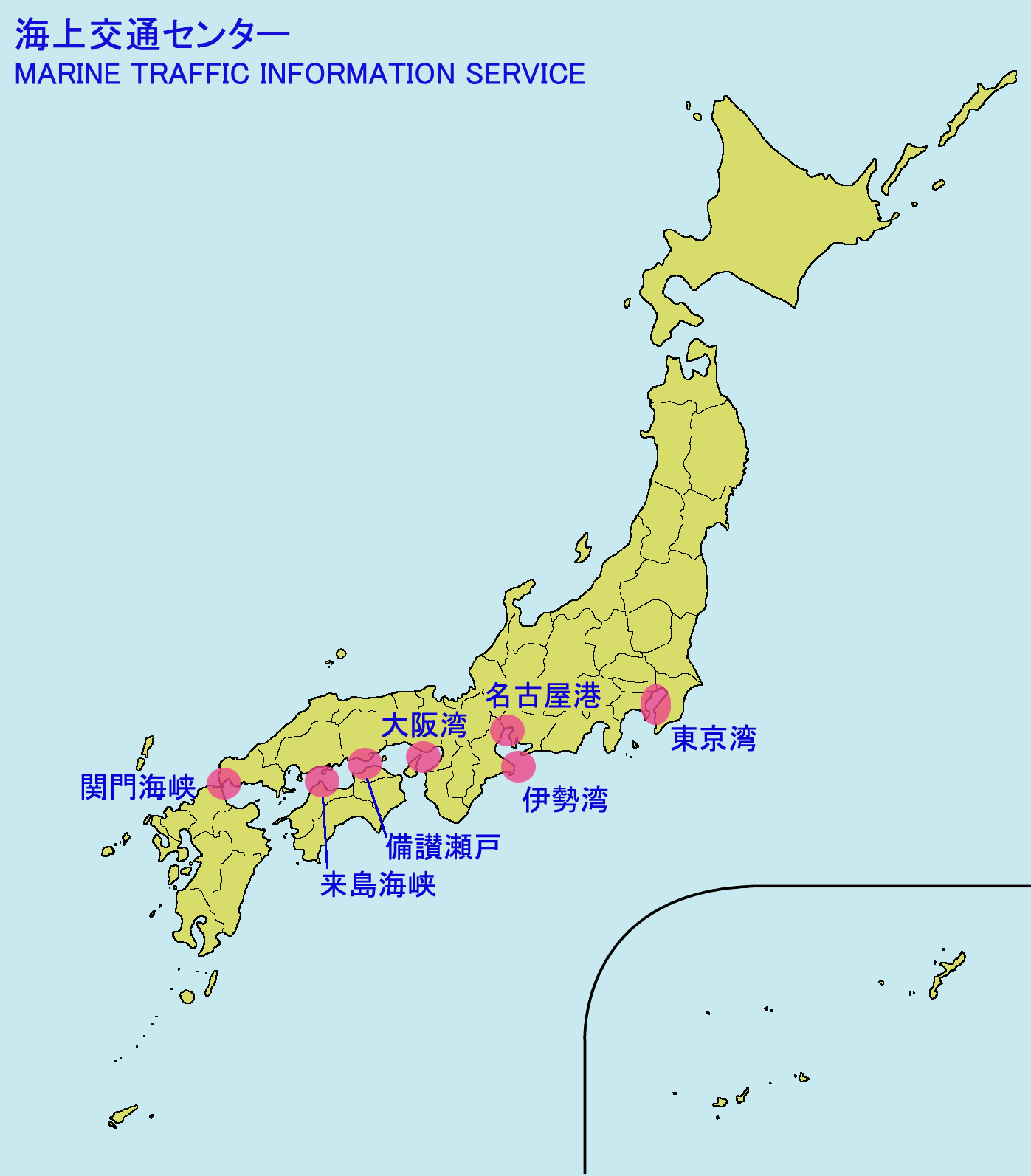
海上交通センターの配置

海上交通センター（かいじょうこうつうせんたー）は、海上交通安全法や港則法で定められた多数の船舶が通航する航路・海域において、船舶交通の安全性及び効率性を向上させることを任務とし、海上保安庁が設置し運用している。
以前、英語表記はTraffic Advisory Service Centerであったが、現在はVessel Traffic Advisory Service Centerとなっている。また、Marine Traffic Information Serviceの頭文字をとり「マーチス（MARTIS）」とも呼ばれるが、名古屋海上交通センターだけは〝マーチス〟とは呼ばない。
レーダー、テレビカメラ、VHF無線機、気象観測装置、自動船舶識別装置（AIS）などを装備し、管制信号板や船舶無線などにより、通航船舶に対し航行管制を行う。また、情報信号板、FAX、インターネット、テレホンサービス、ラジオ放送（2025年7月1日廃止）による情報提供も実施している。
1977年（昭和52年）の東京湾海上交通センターから順次設置され2003年（平成15年）7月以降、7箇所の海上交通センターが設置・運用されている。

## 施設と業務
それぞれの所在地と業務を示す。
東京湾海上交通センター（東京マーチス）
神奈川県横浜市中区所在。1977年（昭和52年）2月25日に同県横須賀市の観音崎において日本国初の海上交通センターとして運用開始される。平常時においても船舶交通の混雑が発生していることから、東京湾における海上交通管制の一元化の運用を、2018年（平成30年）1月31日から新たな東京湾海上交通センター（横浜第二合同庁舎に機能を集約）において運用を開始した。浦賀水道航路・中ノ瀬航路を中心に東京湾の航行情報提供および航行管制を行うとともに千葉・東京・横浜・川崎港の航行情報提供および港内管制を行う。
伊勢湾海上交通センター（伊勢湾マーチス）
愛知県田原市所在。2003年（平成15年）7月1日より運用開始される。伊良湖水道航路と付近海域での船舶航行の安全と効率化を図るため、渥美半島の伊良湖岬先端に開設された。伊勢湾口・伊良湖水道付近における航行情報提供および航行管制を行う。
名古屋港海上交通センター（名古屋ハーバーレーダー）
愛知県名古屋市港区所在。1994年（平成6年）7月15日より業務開始。名古屋港の航行情報提供および港内管制を行う。
大阪湾海上交通センター（大阪マーチス）
兵庫県神戸市中央区のポートアイランドに所在。明石海峡を航行する船舶の安全を図るため1993年（平成5年）7月1日に同県津名郡北淡町（現・淡路市）野島江崎において運用開始。その後、センターの老朽化により淡路市から神戸市に移転。2018年（平成30年）の台風21号で関西空港連絡橋にタンカーが衝突した事故を教訓に、これまでは明石海峡の管制区域を大阪湾北部全域へと拡大し管制機能を強化し、新庁舎移転に伴い愛称を公募「マリンタクトKOBE」として運用を開始した。阪神港など大阪湾北部海域、明石海峡の航行情報提供および航行管制を行う。
備讃瀬戸海上交通センター（備讃マーチス）
香川県綾歌郡宇多津町の青ノ山に所在。1987年（昭和62年）7月、瀬戸大橋開通の約9ヶ月前に運用を開始。以前から海の交通の難所であった備讃海域。船の安全に必要な情報提供・航路管制などを行い、船の事故を防ぐために開設されました。1987年（平成28年）から日本語による定時放送で海上交通情報を提供してきたが、2001年（平成13年）4月1日より英語による定時放送を開始する。2015年（平成27年）4月1日より、新レーダー局を設置し監視強化された。備讃瀬戸航路・水島航路・宇高航路を中心に備讃瀬戸の航行情報提供および航行管制を行う。
来島海峡海上交通センター（来島マーチス）
愛媛県今治市所在。世界で唯一、来島海峡だけが潮の流れる向きにより左側航行となる順中逆西という特殊な航法をとっており海の事故が多く発生していたことから、1998年（平成10年）1月1日より業務を開始。来島海峡の航行情報提供および航行管制を行う。また中渡島潮流信号所では、1909年（明治42年）8月から腕木式信号により業務を行ってきたが、潮流信号の視認性及び利便性の向上を図るため国内最後の腕木式信号機を、2012年（平成24年）3月26日の15時をもって停止。同日15時以降は新たな潮流信号システムでの運用を開始した。
関門海峡海上交通センター（関門マーチス）
福岡県北九州市門司区所在。1989年（平成元年）6月1日、関門海峡とその周辺海域の海上交通の安全のため、東京湾、備讃瀬戸に次いで全国で3番目に運用開始。関門海峡の航行情報提供、航行管制および戸畑航路の出入港管制を行う。

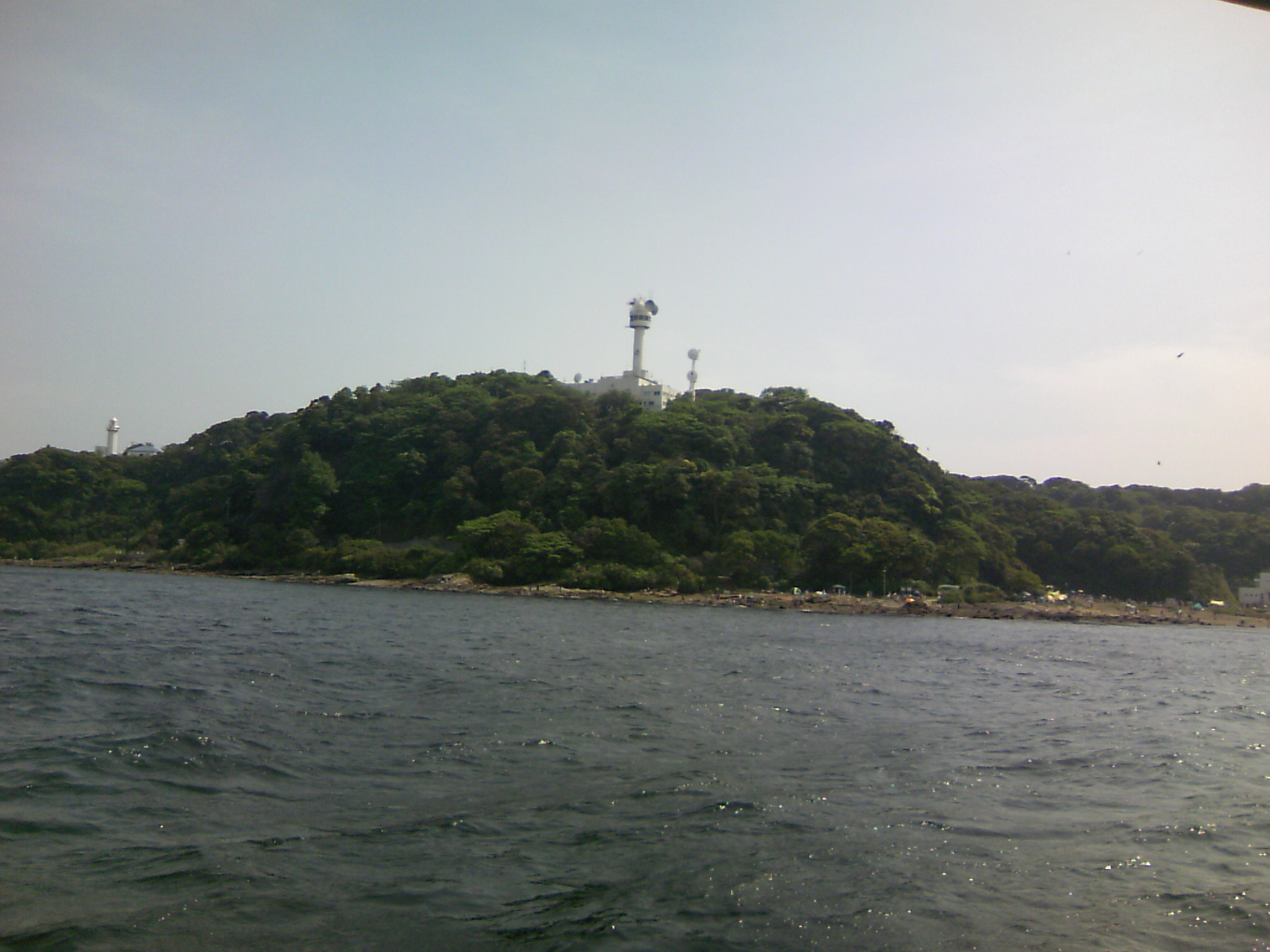
東京マーチスのレーダー施設。左端は観音埼灯台
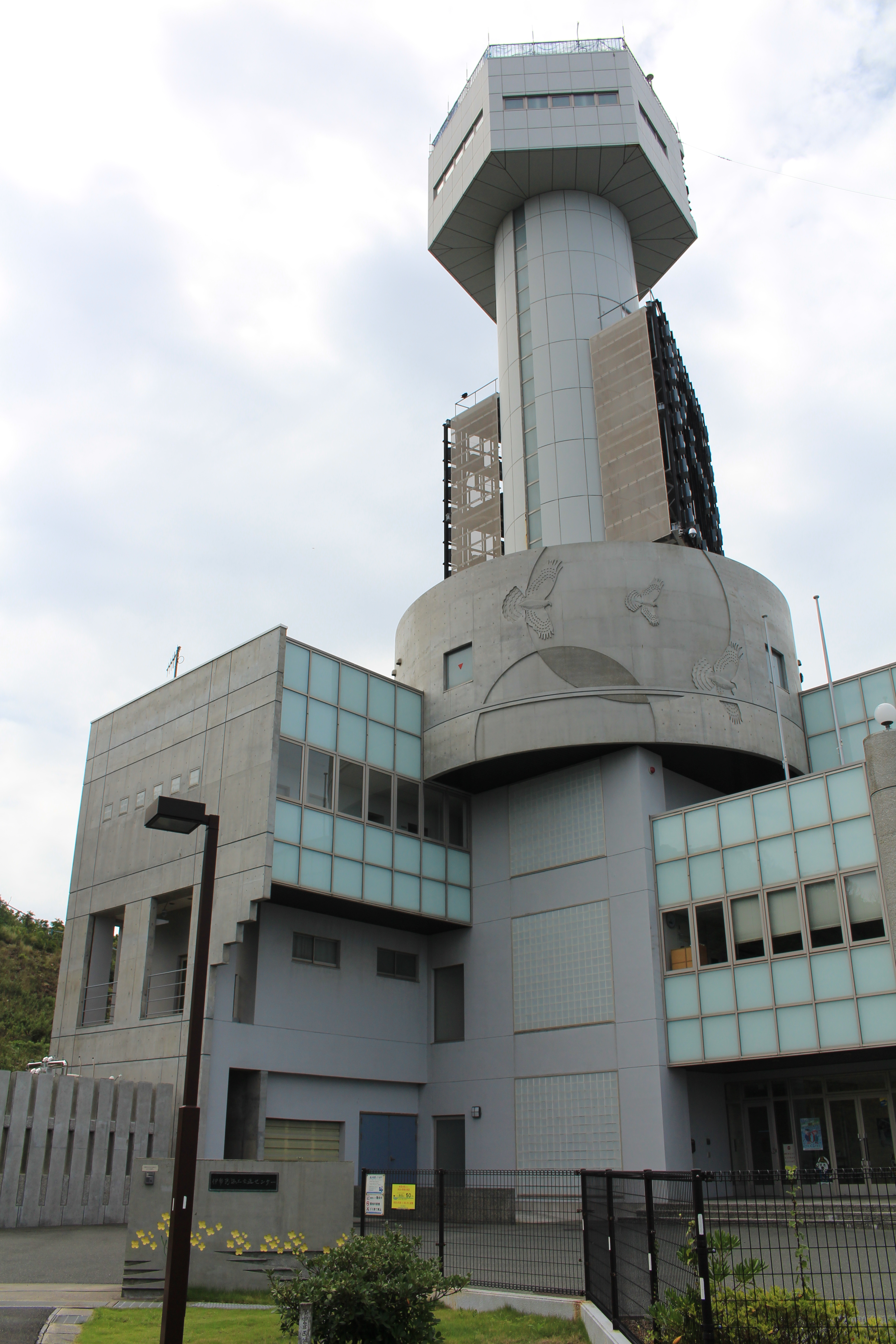
伊勢湾マーチス
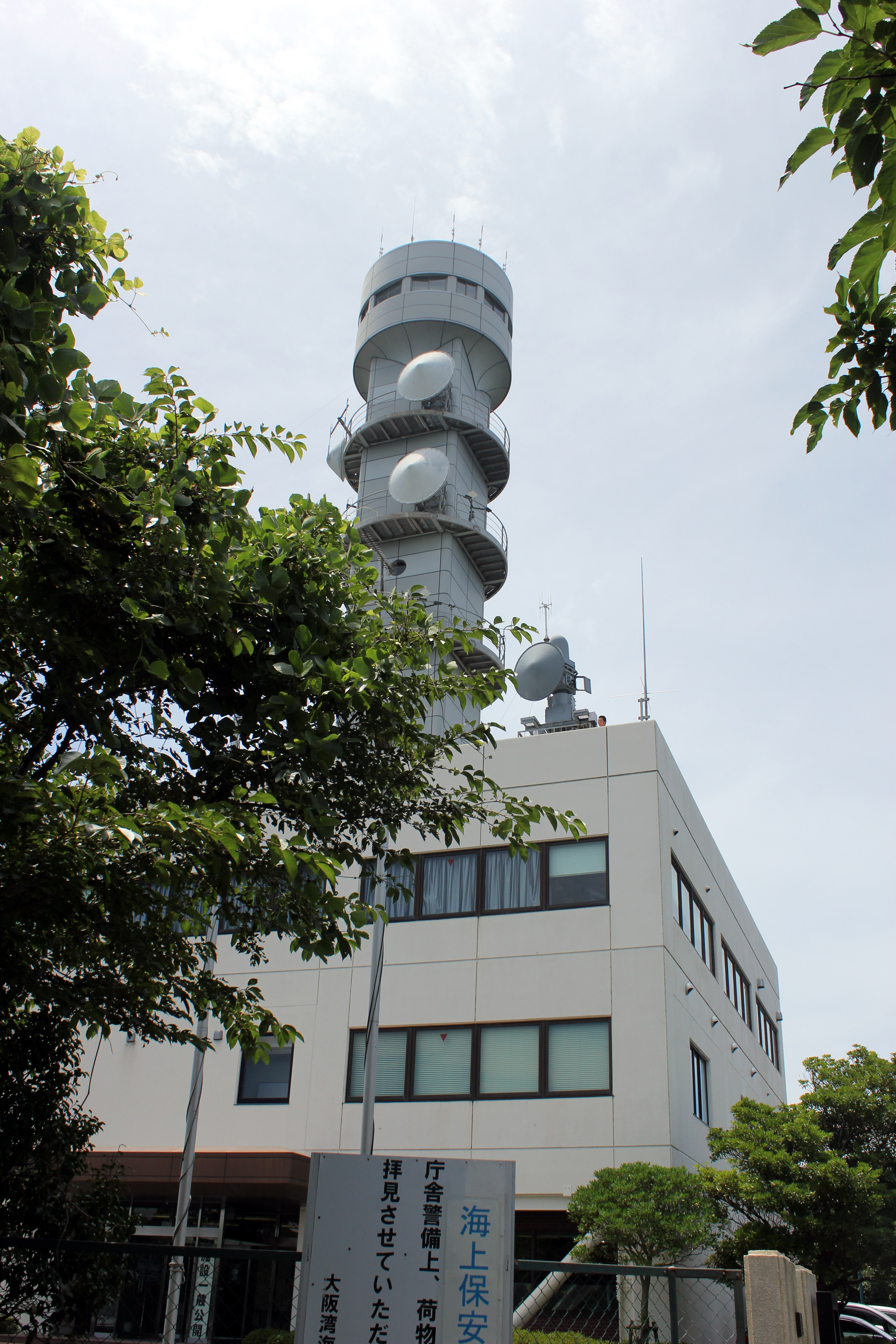
大阪マーチス
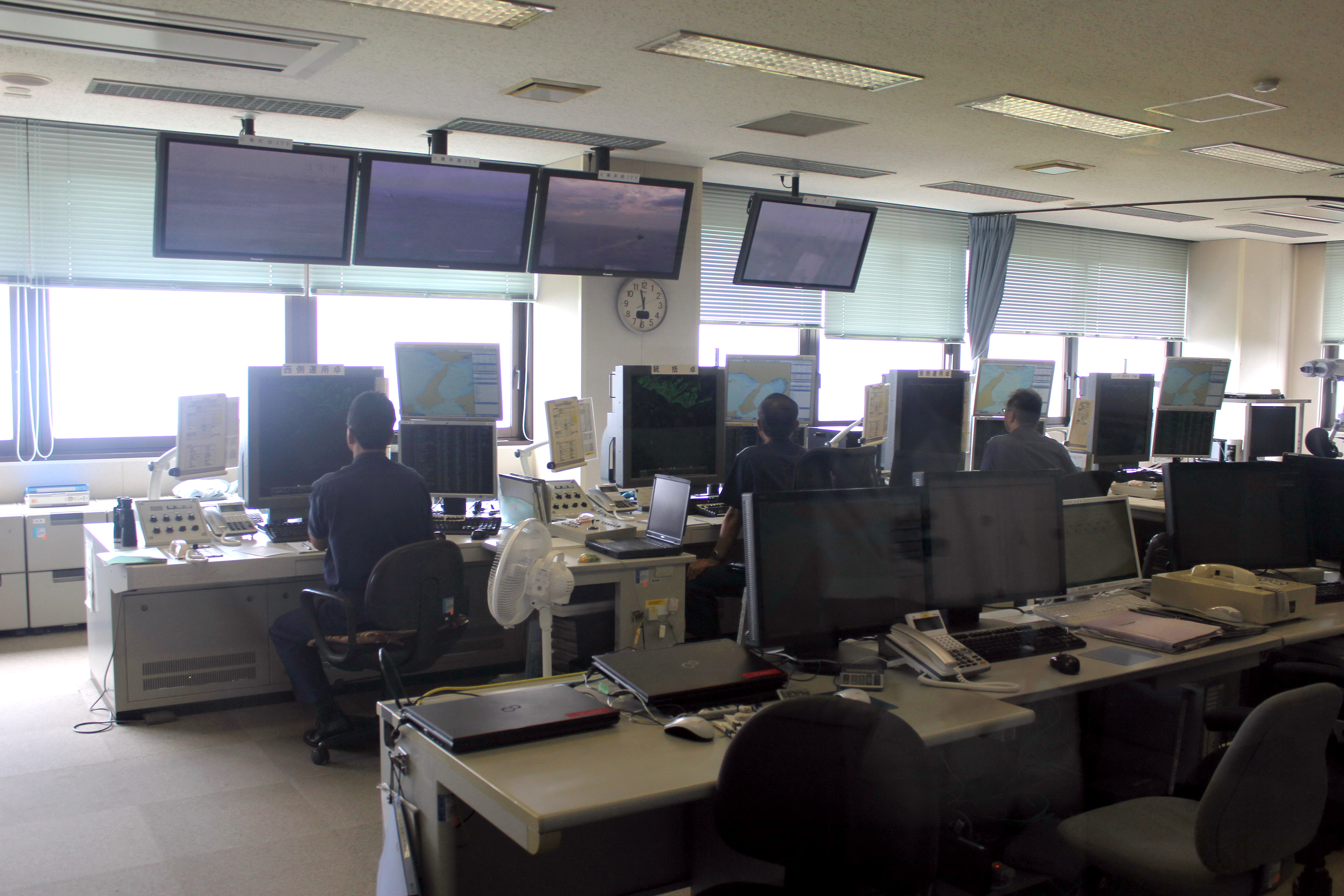
大阪マーチスの運用室
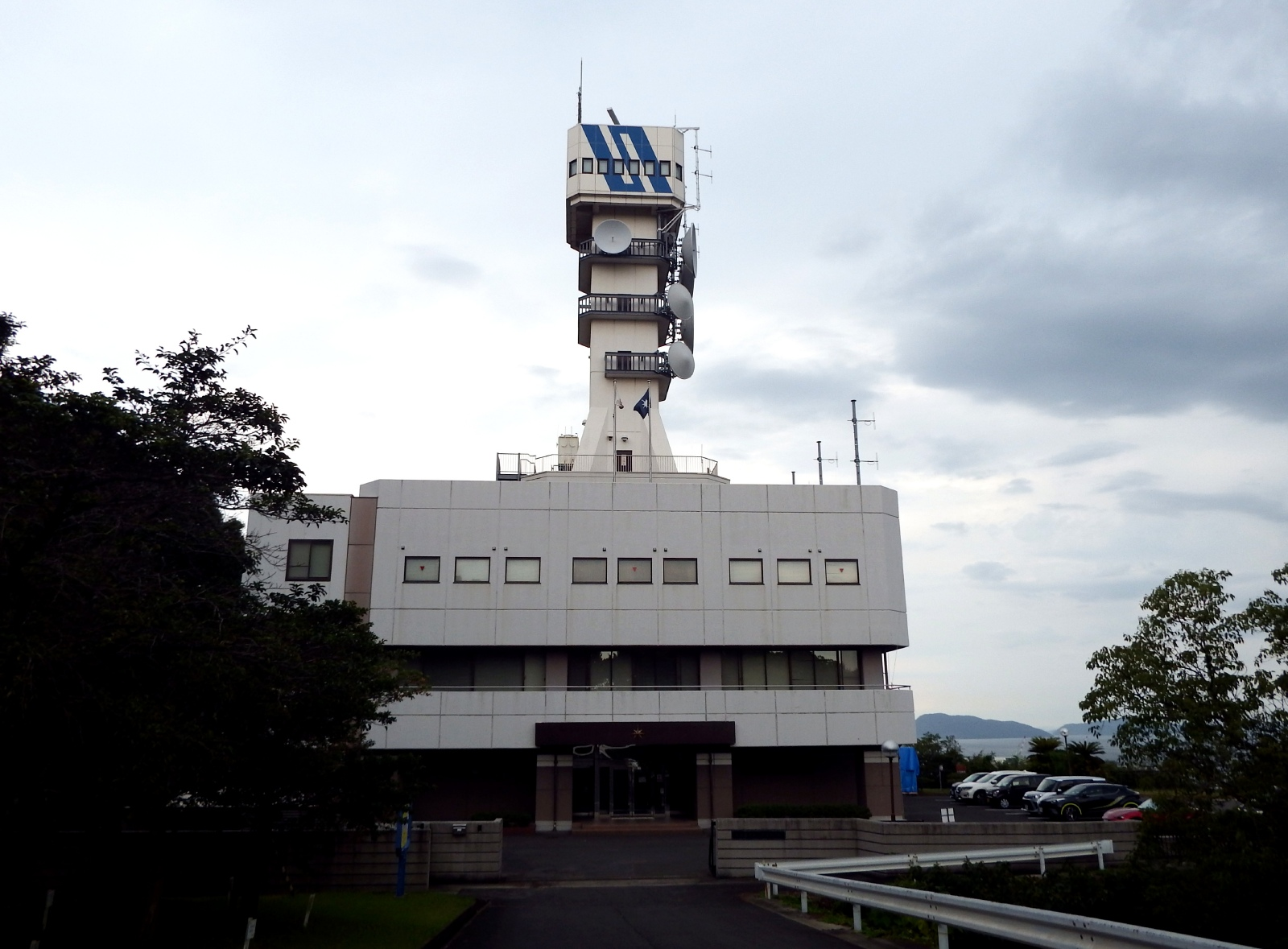
備讃マーチス
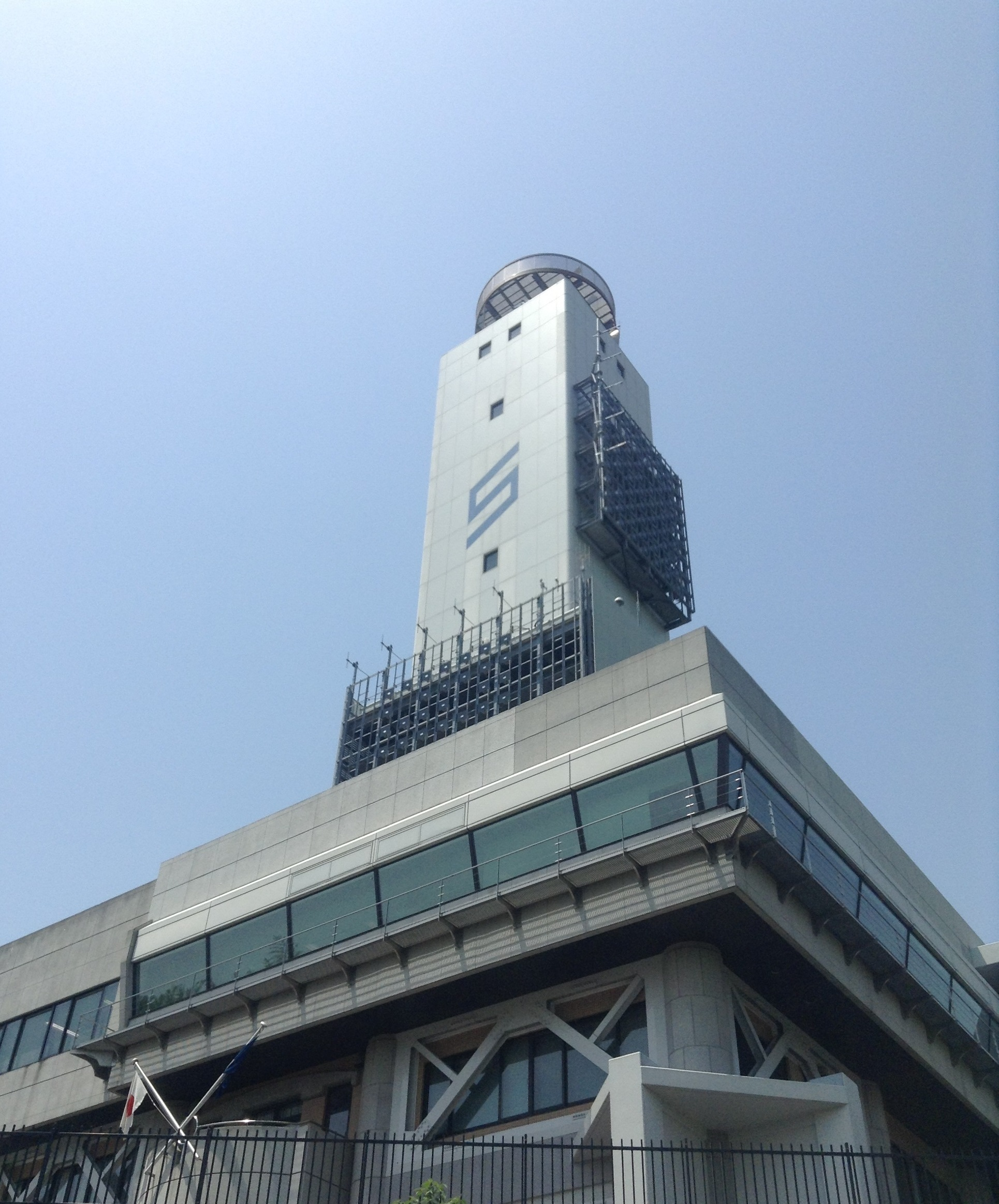
来島マーチス

### 航行管制
東京湾・伊勢湾・瀬戸内海に定められている海上交通安全法指定航路の入出航を管理し、管制船舶の通航時刻調整等を行っている。

### 港内管制
東京湾・名古屋港・関門海峡の各海上交通センターは、港則法に基づき入出港の管理を行う。

### 情報提供業務

#### ラジオ放送
各海上交通センターでは24時間ラジオ放送にて、大型船等の航路入航予定・気象・海象等の情報を放送。センターによっては漁船の操業状況、航路内の工事作業状況等の放送を行っていた。
大浜潮流信号所・火ノ山下潮流信号所からは、音声およびモールス信号による潮流放送を実施していた。なお、船舶の衝突事故等緊急に通報する事項等が発生した場合は、随時臨時放送を行っていた。
電波法令上は特別業務の局による同報通信であり、放送スケジュール等については無線局運用規則第百四十条の規定により定められたスケジュールにて放送。送信設備の改修工事が2018年（平成30年）度に行われ、各センター長野日本無線製の中短波帯送信装置 TWM-5A、電波型式：H3E、定格出力10W(関門海峡海上交通センターは50W)で送信。送信設備は各センター内に敷設され、東京湾海上交通センターおよび大阪湾海上交通センターは旧センターに設備があり、音声は合成音声によるものであった。
2024年（令和6年）9月、MF無線電話（ラジオ放送）による情報提供の一部を10月1日に廃止し、翌年7月1日に完全廃止されることが決定された。それに伴い海上交通センターおよび海運業界関連のホームページにて周知。廃止理由は、モバイル端末の普及などによる利用状況の低下によるものである。
| 無線局名称 | 呼出名称               | 言語   | 周波数       | 送信時刻（中央標準時）     |
| --- | ---------------------- | ------ | ------------ | -------------------------- |
| 観音埼 | とうきょうマーチス     | 日本語 | 1665kHz(注1) | 毎時00分及び30分から15分間 |
| 観音埼 | とうきょうマーチス     | 英 語  | 2019kHz(注3) | 毎時15分から15分間         |
| 伊良湖 | いせわんマーチス       | 日本語 | 1665kHz(注1) | 毎時15分及び45分から15分間 |
| 伊良湖 | いせわんマーチス       | 英 語  | 2019kHz(注3) | 毎時00分及び30分から15分間 |
| 名古屋 | なごやハーバーレーダー | 日本語 | 1665kHz(注1) | 毎時00分及び30分から15分間 |
| 名古屋 | なごやハーバーレーダー | 英 語  | 2019kHz(注3) | 毎時15分及び45分から15分間 |
| 江埼 | おおさかマーチス       | 日本語 | 1651kHz(注2) | 毎時15分及び45分から15分間 |
| 江埼 | おおさかマーチス       | 英 語  | 2019kHz(注3) | 毎時00分及び30分から15分間 |
| 下津井 | びさんマーチス         | 日本語 | 1651kHz(注2) | 毎時00分及び30分から15分間 |
| 下津井 | びさんマーチス         | 英 語  | 2019kHz(注3) | 毎時15分及び45分から15分間 |
| 今治 | くるしまマーチス       | 日本語 | 1651kHz(注2) | 毎時15分及び45分から15分間 |
| 今治 | くるしまマーチス       | 英 語  | 2019kHz(注3) | 毎時00分及び30分から15分間 |
| 松原 | かんもんマーチス       | 日本語 | 1651kHz(注2) | 毎時00分及び30分から15分間 |
| 松原 | かんもんマーチス       | 英 語  | 2019kHz(注3) | 毎時15分及び45分から15分間 |
| 受信確認証は各センター発行していたが、ラジオ放送廃止に伴い発行を終了した。 注1：この周波数の搬送周波数は、1663.5kHzである。 注2：この周波数の搬送周波数は、1649.5kHzである。 注3：この周波数の搬送周波数は、2017.5kHzである。 |                        |        |              |                            |